# Liste du patrimoine immobilier de l'Outaouais
Cette liste recense les biens du patrimoine immobilier de l'Outaouais inscrits au répertoire du patrimoine culturel du Québec. Cette liste est divisée par municipalité régionale de comté géographique.

## Gatineau
| Bien patrimonial                              | Illustration               | Adresse                                                                    | Coordonnées                         | No     | Constr.              | Catégorie                                                | Rec.      | Notes |
| --------------------------------------------- | -------------------------- | -------------------------------------------------------------------------- | ----------------------------------- | ------ | -------------------- | -------------------------------------------------------- | --------- | ----- |
| 100, boulevard de Lucerne                     | Image manquante Téléverser | 100, boulevard de Lucerne                                                  | 45° 24′ 50″ nord, 75° 45′ 54″ ouest | 214098 | 1976                 | Immeuble patrimonial cité                                | 1997      |       |
| 19, rue Thomas                                | (Canada).                  | 19, rue Thomas                                                             | 45° 23′ 46″ nord, 75° 51′ 07″ ouest | 93370  | 1880 (vers)          | Immeuble patrimonial cité                                | 1997      |       |
| 4, rue Raoul-Roy                              | (Canada).                  | 4, rue Raoul-Roy                                                           | 45° 23′ 51″ nord, 75° 51′ 30″ ouest | 93512  | 1890 (vers)          | Immeuble patrimonial cité                                | 2001      |       |
| 485, chemin d'Aylmer                          | (Canada).                  | 485, chemin d'Aylmer                                                       | 45° 23′ 52″ nord, 75° 48′ 53″ ouest | 93328  | 1935                 | Immeuble patrimonial cité                                | 1997      |       |
| 57, rue De Lanaudière                         | Image manquante Téléverser | 57, rue De Lanaudière                                                      | 45° 25′ 16″ nord, 75° 44′ 42″ ouest | 173600 | 1895 (avant)         | Immeuble patrimonial cité                                | 2012      |       |
| 93, rue Court                                 | (Canada).                  | 93, rue Court                                                              | 45° 23′ 55″ nord, 75° 50′ 45″ ouest | 93347  | 1840 (vers)          | Immeuble patrimonial cité                                | 1997      |       |
| Académie Sainte-Marie                         | (Canada).                  | 115, rue Champlain                                                         | 45° 25′ 45″ nord, 75° 42′ 47″ ouest | 182880 | 1895 et 1897 (entre) | Immeuble patrimonial cité                                | 2019      |       |
| Ancien couvent Notre-Dame-de-la-Merci         | (Canada).                  | 53, rue du Couvent                                                         | 45° 23′ 35″ nord, 75° 50′ 56″ ouest | 93365  | 1867                 | Immeuble patrimonial cité                                | 1997      |       |
| ancien hôtel Bank                             | (Canada).                  | 14, rue Eddy                                                               | 45° 25′ 31″ nord, 75° 43′ 12″ ouest | 92849  | 1907                 | Immeuble patrimonial cité                                | 1998      |       |
| Ancien hôtel Chez-Henri                       | (Canada).                  | 179, promenade du Portage                                                  | 45° 25′ 37″ nord, 75° 42′ 55″ ouest | 93323  | 1900                 | Immeuble patrimonial cité                                | 2003      | [ 2 ] |
| Ancien hôtel Klondike                         | (Canada).                  | 29, rue du Couvent                                                         | 45° 23′ 49″ nord, 75° 51′ 05″ ouest | 93364  | 1880 (vers)          | Immeuble patrimonial cité                                | 1997      |       |
| Ancien presbytère de Notre-Dame-de-Grâce      | Image manquante Téléverser | 118, rue de Notre-Dame-de-l'Île 35, rue Laurier                            | 45° 25′ 45″ nord, 75° 42′ 40″ ouest | 182962 | 1889                 | Immeuble patrimonial cité                                | 2018      |       |
| Ancienne église méthodiste d'Aylmer           | (Canada).                  | 495, chemin d'Aylmer 1, rue du Golf                                        | 45° 23′ 53″ nord, 75° 48′ 50″ ouest | 92925  | 1827                 | Immeuble patrimonial cité                                | 1997      |       |
| Ancienne église Mountain View                 | (Canada).                  | chemin Vanier                                                              | 45° 26′ 42″ nord, 75° 49′ 11″ ouest | 93371  | 1898 (vers)          | Immeuble patrimonial cité                                | 1997      |       |
| Ancienne station de pompage d'Aylmer          | (Canada).                  | 2, rue Raoul-Roy                                                           | 45° 23′ 50″ nord, 75° 51′ 30″ ouest | 93369  | 1895                 | Immeuble patrimonial cité                                | 1997      | [ 3 ] |
| Auberge Charles-Symmes                        | (Canada).                  | 1, rue Front                                                               | 45° 23′ 40″ nord, 75° 51′ 18″ ouest | 92523  | 1831                 | Immeuble patrimonial classé Aire de protection délimitée | 1974 1976 | [ 3 ] |
| Caserne d'incendie                            | (Canada).                  | 239, rue Champlain                                                         | 45° 26′ 00″ nord, 75° 42′ 41″ ouest | 93060  | 1912                 | Immeuble patrimonial cité                                | 1991      |       |
| Chalet du Club-de-Golf-Rivermead              | Image manquante Téléverser | 150, chemin Rivermead                                                      | 45° 23′ 41″ nord, 75° 47′ 31″ ouest | 93368  | 1914                 | Immeuble patrimonial cité                                | 1997      |       |
| Château d'eau                                 | Image manquante Téléverser | 170, rue Montcalm                                                          | 45° 25′ 47″ nord, 75° 43′ 37″ ouest | 93121  | 1905                 | Immeuble patrimonial cité                                | 1999      |       |
| Cimetière de Saint-James                      | (Canada).                  | boulevard Alexandre-Taché                                                  | 45° 25′ 22″ nord, 75° 44′ 09″ ouest | 181308 | 1820 (vers)          | Site patrimonial cité                                    | 2011      |       |
| Cimetière Edey                                | (Canada).                  | chemin Lattion                                                             | 45° 24′ 29″ nord, 75° 52′ 16″ ouest | 93359  |                      | Immeuble patrimonial cité                                | 1997      |       |
| Cimetière familial Barber                     | Image manquante Téléverser | rue De L'Épée                                                              | 45° 30′ 04″ nord, 75° 42′ 08″ ouest | 206608 |                      | Immeuble patrimonial cité                                | 2016      |       |
| Cottage Cherry                                | (Canada).                  | 67, rue Broad                                                              | 45° 24′ 01″ nord, 75° 50′ 42″ ouest | 93342  | 1852 (vers)          | Immeuble patrimonial cité                                | 1997      |       |
| Cottage Stymie                                | (Canada).                  | 1404a, chemin d'Aylmer                                                     | 45° 24′ 52″ nord, 75° 45′ 54″ ouest | 93360  | 1906                 | Immeuble patrimonial cité                                | 1997      |       |
| Édifice de la Banque-de-Montréal              | (Canada).                  | 40, promenade du Portage                                                   | 45° 25′ 30″ nord, 75° 43′ 10″ ouest | 93061  | 1907                 | Immeuble patrimonial cité                                | 1989      | [ 4 ] |
| Édifices E.-B.-Eddy                           | (Canada).                  | boulevard Alexandre-Taché                                                  | 45° 25′ 28″ nord, 75° 43′ 17″ ouest | 93460  | 1890                 | Immeuble patrimonial classé Immeuble patrimonial reconnu | 2012 2001 | [ 5 ] |
| Église Saint-Andrew                           | (Canada).                  | chemin Eardley                                                             | 45° 23′ 45″ nord, 75° 50′ 43″ ouest | 93351  | 1923 (vers)          | Immeuble patrimonial cité                                | 1997      |       |
| Le Château-Monsarrat                          | (Canada).                  | 100, rue du Château                                                        | 45° 25′ 12″ nord, 75° 45′ 37″ ouest | 92841  | 1930 (vers)          | Immeuble patrimonial cité                                | 1998      |       |
| Maison Armstrong                              | (Canada).                  | 893, chemin d'Aylmer                                                       | 45° 24′ 19″ nord, 75° 47′ 34″ ouest | 93336  | 1911                 | Immeuble patrimonial cité                                | 1997      |       |
| Maison Basile-Carrière                        | Image manquante Téléverser | 85, rue Victoria                                                           | 45° 25′ 43″ nord, 75° 42′ 44″ ouest | 183178 | 1888                 | Immeuble patrimonial cité                                | 2018      |       |
| Maison Bolton-McGrath                         | (Canada).                  | 580, rue Boisvert                                                          | 45° 26′ 53″ nord, 75° 52′ 38″ ouest | 93341  | 1842 (vers)          | Immeuble patrimonial cité                                | 1997      |       |
| Maison Charles-Devlin                         | (Canada).                  | 49, rue Symmes                                                             | 45° 23′ 44″ nord, 75° 50′ 51″ ouest | 93345  | 1870 (vers)          | Immeuble patrimonial cité                                | 1997      |       |
| Maison Charles-Hurdman                        | (Canada).                  | 651, chemin d'Aylmer                                                       | 45° 24′ 02″ nord, 75° 48′ 20″ ouest | 93331  | 1860 et 1865 (entre) | Immeuble patrimonial cité                                | 1997      |       |
| Maison Conroy-McDonald                        | (Canada).                  | 47, rue Symmes                                                             | 45° 23′ 44″ nord, 75° 50′ 52″ ouest | 93344  | 1850 et 1860 (entre) | Immeuble patrimonial cité                                | 1997      |       |
| Maison de la Ferme-Columbia                   | (Canada).                  | 376, boulevard Saint-Joseph                                                | 45° 26′ 38″ nord, 75° 43′ 57″ ouest | 92997  | 1835 (vers)          | Immeuble patrimonial cité                                | 1988      |       |
| Maison Delormey-Edey                          | (Canada).                  | 35, chemin Lattion                                                         | 45° 24′ 31″ nord, 75° 52′ 16″ ouest | 93358  | 1890 (vers)          | Immeuble patrimonial cité                                | 1997      |       |
| Maison Fairview                               | (Canada).                  | 100, rue Gamelin                                                           | 45° 26′ 40″ nord, 75° 44′ 26″ ouest | 92715  | 1863                 | Immeuble patrimonial classé                              | 1979      |       |
| Maison Harvey-Parker-Fils                     | (Canada).                  | 124, chemin Eardley                                                        | 45° 24′ 14″ nord, 75° 51′ 28″ ouest | 93353  | 1840 (vers)          | Immeuble patrimonial cité                                | 1997      |       |
| Maison Henry-Marshall-Fulford                 | (Canada).                  | 825, chemin d'Aylmer                                                       | 45° 24′ 14″ nord, 75° 47′ 48″ ouest | 93333  | 1850 (vers)          | Immeuble patrimonial cité                                | 1997      |       |
| Maison J.-J.-Roney                            | (Canada).                  | 66, rue Bancroft                                                           | 45° 23′ 47″ nord, 75° 50′ 48″ ouest | 93340  | 1839                 | Immeuble patrimonial cité                                | 1997      |       |
| Maison James-Coleman                          | (Canada).                  | 10, chemin Grimes                                                          | 45° 23′ 57″ nord, 75° 49′ 08″ ouest | 92924  | 1870                 | Immeuble patrimonial cité                                | 1997      | [ 3 ] |
| Maison James-Finlayson-Taylor                 | (Canada).                  | 179, chemin Eardley                                                        | 45° 24′ 24″ nord, 75° 51′ 53″ ouest | 93355  | 1843                 | Immeuble patrimonial cité                                | 1997      |       |
| Maison James-McArthur                         | (Canada).                  | 79, rue Front                                                              | 45° 24′ 02″ nord, 75° 51′ 19″ ouest | 93357  | 1850                 | Immeuble patrimonial cité                                | 1997      |       |
| Maison James-McConnell                        | (Canada).                  | 567, chemin d'Aylmer                                                       | 45° 23′ 56″ nord, 75° 48′ 38″ ouest | 93329  | 1827 et 1837 (entre) | Immeuble patrimonial cité                                | 1997      |       |
| Maison John-Church                            | (Canada).                  | 64, rue Bancroft                                                           | 45° 23′ 46″ nord, 75° 50′ 49″ ouest | 93339  | 1885 (vers)          | Immeuble patrimonial cité                                | 1997      |       |
| Maison John-Davis                             | (Canada).                  | 23, rue du Couvent                                                         | 45° 23′ 48″ nord, 75° 51′ 07″ ouest | 93363  | 1890 (vers)          | Immeuble patrimonial cité                                | 1997      |       |
| Maison John-Foran                             | (Canada).                  | 829, chemin d'Aylmer                                                       | 45° 24′ 16″ nord, 75° 47′ 47″ ouest | 93334  | 1858                 | Immeuble patrimonial cité                                | 1997      |       |
| Maison John-Hamilton                          | Image manquante Téléverser | 771, boulevard Alexandre-Taché                                             | 45° 25′ 05″ nord, 75° 45′ 32″ ouest | 173599 | 1937                 | Immeuble patrimonial cité                                | 2020      |       |
| Maison John-Ogilvie                           | (Canada).                  | 36, rue Court                                                              | 45° 23′ 39″ nord, 75° 50′ 42″ ouest | 93346  | 1886                 | Immeuble patrimonial cité                                | 1997      |       |
| Maison John-Snow                              | (Canada).                  | 890, chemin d'Aylmer                                                       | 45° 24′ 18″ nord, 75° 47′ 33″ ouest | 93335  | 1850 (vers)          | Immeuble patrimonial cité                                | 1997      |       |
| Maison Joseph-Lebel                           | (Canada).                  | 370, chemin d'Aylmer                                                       | 45° 23′ 46″ nord, 75° 49′ 20″ ouest | 93326  | 1824 (vers)          | Immeuble patrimonial cité                                | 1997      |       |
| Maison Joseph-McGoey                          | (Canada).                  | 416, chemin d'Aylmer                                                       | 45° 23′ 46″ nord, 75° 49′ 09″ ouest | 93327  | 1871                 | Immeuble patrimonial cité                                | 1997      |       |
| Maison MacKay-Wright                          | (Canada).                  | 1210, chemin d'Aylmer                                                      | 45° 24′ 38″ nord, 75° 46′ 31″ ouest | 93337  | 1857                 | Immeuble patrimonial cité                                | 1997      |       |
| Maison Parker-Lindsay                         | Image manquante Téléverser | 7, rue Front                                                               | 45° 23′ 42″ nord, 75° 51′ 17″ ouest | 98302  | 1840                 | Immeuble patrimonial cité                                | 1997      |       |
| Maison Peter-Aylen-Fils                       | (Canada).                  | 63, rue Bancroft                                                           | 45° 23′ 47″ nord, 75° 50′ 49″ ouest | 93338  | 1850 (vers)          | Immeuble patrimonial cité                                | 1997      |       |
| Maison Peter-Aylen-Père                       | (Canada).                  | 108, rue du Patrimoine                                                     | 45° 23′ 39″ nord, 75° 50′ 29″ ouest | 93325  | 1850 (vers)          | Immeuble patrimonial cité                                | 1997      |       |
| Maison Peter-Howard-Church                    | (Canada).                  | 100, chemin Eardley                                                        | 45° 24′ 08″ nord, 75° 51′ 20″ ouest | 93352  | 1832 (vers)          | Immeuble patrimonial cité                                | 1997      |       |
| Maison Pierre-Renaud                          | (Canada).                  | 67, rue Denise-Friend                                                      | 45° 23′ 53″ nord, 75° 50′ 44″ ouest | 93350  | 1840 et 1850 (entre) | Immeuble patrimonial cité                                | 1997      |       |
| Maison Radmore Estate                         | Image manquante Téléverser | 1021, chemin de la Montagne                                                | 45° 27′ 16″ nord, 75° 47′ 54″ ouest | 93361  | 1871 (vers)          | Immeuble patrimonial cité                                | 1997      |       |
| Maison Richard-Cruice                         | (Canada).                  | 47, rue Denise-Friend                                                      | 45° 23′ 52″ nord, 75° 50′ 53″ ouest | 93349  | 1850 (vers)          | Immeuble patrimonial cité                                | 1997      |       |
| Maison Richard-McConnell                      | (Canada).                  | 579, chemin d'Aylmer                                                       | 45° 24′ 02″ nord, 75° 48′ 20″ ouest | 93330  | 1850                 | Immeuble patrimonial cité                                | 1997      |       |
| Maison Riverview                              | (Canada).                  | 432, boulevard Alexandre-Taché                                             | 45° 25′ 18″ nord, 75° 44′ 56″ ouest | 92913  | 1865                 | Immeuble patrimonial classé Immeuble patrimonial reconnu | 2012 1975 |       |
| Maison Samuel-Stewart                         | (Canada).                  | 774, chemin d'Aylmer                                                       | 45° 24′ 10″ nord, 75° 47′ 56″ ouest | 93332  | 1880 (vers)          | Immeuble patrimonial cité                                | 1997      |       |
| Maison Simon-Hill                             | (Canada).                  | 46, impasse Simon-Hill                                                     | 45° 24′ 41″ nord, 75° 51′ 12″ ouest | 93362  | 1832                 | Immeuble patrimonial cité                                | 1997      |       |
| Maison Taker                                  | (Canada).                  | 3, rue Cathcart                                                            | 45° 23′ 46″ nord, 75° 51′ 21″ ouest | 93343  | 1832                 | Immeuble patrimonial cité                                | 1997      |       |
| Maison Thomas-MacKerall                       | (Canada).                  | 1404b, chemin d'Aylmer                                                     | 45° 24′ 52″ nord, 75° 45′ 54″ ouest | 93472  | 1903                 | Immeuble patrimonial cité                                | 1997      |       |
| Maison William-Bourgeau                       | (Canada).                  | 87, rue du Patrimoine                                                      | 45° 23′ 39″ nord, 75° 50′ 41″ ouest | 93324  | 1886                 | Immeuble patrimonial cité                                | 1997      |       |
| Maison William-McLean                         | (Canada).                  | 136, chemin Eardley                                                        | 45° 24′ 17″ nord, 75° 51′ 32″ ouest | 93354  | 1865 (vers)          | Immeuble patrimonial cité                                | 1997      |       |
| Presbytère de Saint-Paul                      | (Canada).                  | 61, rue du Couvent                                                         | 45° 23′ 49″ nord, 75° 50′ 40″ ouest | 93367  | 1877                 | Immeuble patrimonial cité                                | 1997      |       |
| Secteur industriel de la Chute-des-Chaudières | (Canada).                  | 61, rue du Couvent                                                         | 45° 25′ 24″ nord, 75° 43′ 17″ ouest | 218475 |                      | lieu historique désigné                                  | 2023      |       |
| Site patrimonial d'Aylmer                     | (Canada).                  | rue Principale                                                             | 45° 23′ 53″ nord, 75° 50′ 47″ ouest | 93542  |                      | Site patrimonial cité                                    | 1990      |       |
| Site patrimonial de la Maison-Wright-Scott    | Image manquante Téléverser | 28, boulevard Alexandre-Taché                                              | 45° 25′ 29″ nord, 75° 43′ 33″ ouest | 92978  | 1875 (vers)          | Site patrimonial classé Site patrimonial reconnu         | 2012 1979 | [ 6 ] |
| Site patrimonial du Collège-Saint-Alexandre   | (Canada).                  | chemin des Érables rue Saint-Louis                                         | 45° 29′ 36″ nord, 75° 45′ 02″ ouest | 92807  |                      | Site patrimonial cité                                    | 1996      |       |
| Site patrimonial du Portage                   | (Canada).                  | promenade du Portage                                                       | 45° 25′ 32″ nord, 75° 43′ 05″ ouest | 93113  |                      | Site patrimonial cité                                    | 1998      |       |
| Site patrimonial du Quartier-du-Moulin        | (Canada).                  |                                                                            | 45° 28′ 51″ nord, 75° 38′ 58″ ouest | 92813  |                      | Site patrimonial cité                                    | 1996      |       |
| Site patrimonial du Quartier-du-Musée         | Image manquante Téléverser | boulevard des Allumettières boulevard Maisonneuve rue Laurier rue Victoria | 45° 25′ 50″ nord, 75° 42′ 40″ ouest | 213735 |                      | Site patrimonial cité                                    | 2018      |       |
| Site patrimonial Hanson-Taylor-Wright         | (Canada).                  | rue Hanson rue Taylor rue Wright                                           | 45° 25′ 35″ nord, 75° 43′ 31″ ouest | 93551  |                      | Site patrimonial cité                                    | 1991      |       |
| Site patrimonial Jacques-Cartier              | (Canada).                  | rue Jacques-Cartier                                                        | 45° 27′ 26″ nord, 75° 42′ 59″ ouest | 92806  |                      | Site patrimonial cité                                    | 1996      |       |
| Site patrimonial Kent-Aubry-Wright            | Image manquante Téléverser | rue Aubry rue Kent rue Wright                                              | 45° 25′ 38″ nord, 75° 42′ 59″ ouest | 93554  |                      | Site patrimonial cité                                    | 1991      |       |

## La Vallée-de-la-Gatineau
| Bien patrimonial                          | Illustration               | Municipalité     | Adresse                       | Coordonnées                         | No     | Constr.     | Catégorie                 | Rec.      | Notes |
| ----------------------------------------- | -------------------------- | ---------------- | ----------------------------- | ----------------------------------- | ------ | ----------- | ------------------------- | --------- | ----- |
| Église de Saint-Boniface                  | Image manquante Téléverser | Bois-Franc       | 461, route 105                | 46° 30′ 07″ nord, 75° 58′ 57″ ouest | 158843 | 1910 à 1911 | Immeuble patrimonial cité | 2023      |       |
| Maison Jean-Baptiste-Riel                 | Image manquante Téléverser | Déléage          | 162, chemin du Lac-Kensington | 46° 24′ 38″ nord, 75° 43′ 11″ ouest | 173442 | 1850 (vers) | Immeuble patrimonial cité | 2011      |       |
| Église de Notre-Dame-de-la-Visitation     | Image manquante Téléverser | Gracefield       | 14, rue Principale            | 46° 05′ 33″ nord, 76° 03′ 06″ ouest | 158514 | 1913        | Immeuble patrimonial cité | 2017      |       |
| Presbytère de Notre-Dame-de-la-Visitation | Image manquante Téléverser | Gracefield       | 14, rue Principale            | 46° 05′ 32″ nord, 76° 03′ 06″ ouest | 158515 | 1905        | Immeuble patrimonial cité | 2017      |       |
| Église Saint-Nom-de-Marie                 | Image manquante Téléverser | Lac-Sainte-Marie | 9, rue de l'Église            | 45° 57′ 04″ nord, 75° 56′ 46″ ouest | 158843 | 1904 à 1905 | Immeuble patrimonial cité | 2025      |       |
| Château Logue                             | Maniwaki                   | Maniwaki         | 8, rue Comeau                 | 46° 22′ 56″ nord, 75° 58′ 05″ ouest | 123185 | 1887        | Immeuble patrimonial cité | 2024 2008 |       |
| Église Saint-Raphaël                      | Image manquante Téléverser | Messines         | 9, chemin de la Montagne      | 46° 14′ 57″ nord, 76° 01′ 27″ ouest | 158848 | 1912        | Immeuble patrimonial cité | 2024      |       |

## Les Collines-de-l'Outaouais
| Bien patrimonial                              | Illustration               | Municipalité   | Adresse                         | Coordonnées                         | No     | Constr.              | Catégorie                 | Rec. | Notes |
| --------------------------------------------- | -------------------------- | -------------- | ------------------------------- | ----------------------------------- | ------ | -------------------- | ------------------------- | ---- | ----- |
| Ancienne église unie                          | Image manquante Téléverser | Chelsea        | 8, chemin Mill                  | 45° 30′ 26″ nord, 75° 47′ 02″ ouest | 158572 | 1875                 | Immeuble patrimonial cité | 2021 |       |
| Cimetière des Pionniers de Chelsea            | Chelsea                    | Chelsea        | 547, route 105                  | 45° 30′ 35″ nord, 75° 47′ 31″ ouest | 173183 | 1837 (vers)          | Immeuble patrimonial cité | 2010 |       |
| Cimetière protestant d'Old Chelsea            | Chelsea                    | Chelsea        | 245, chemin d'Old Chelsea       | 45° 30′ 10″ nord, 75° 48′ 39″ ouest | 172098 | 1835 (vers)          | Immeuble patrimonial cité | 2010 |       |
| Église anglicane Saint-John-in-the-Wilderness | L'Ange-Gardien             | L'Ange-Gardien | 6317, chemin River              | 45° 41′ 25″ nord, 75° 30′ 47″ ouest | 159188 | 1902                 | Immeuble patrimonial cité | 2010 |       |
| Maison Corrigan                               | L'Ange-Gardien             | L'Ange-Gardien | 90, chemin Corrigan             | 45° 38′ 06″ nord, 75° 26′ 24″ ouest | 166712 | 1860 (vers)          | Immeuble patrimonial cité | 2010 |       |
| Maison Cosgrove                               | L'Ange-Gardien             | L'Ange-Gardien | 1521, route 309                 | 45° 37′ 26″ nord, 75° 26′ 35″ ouest | 159658 | 1850 et 1860 (entre) | Immeuble patrimonial cité | 2009 |       |
| Église de Sainte-Cécile                       | Image manquante Téléverser | La Pêche       | 1, route Principale Est         | 45° 38′ 32″ nord, 76° 02′ 13″ ouest | 158683 | 1913                 | Immeuble patrimonial cité | 2019 |       |
| Maison Fairbairn                              | La Pêche                   | La Pêche       | 45, chemin de Wakefield Heights | 45° 38′ 48″ nord, 75° 55′ 08″ ouest | 99073  | 1860 (vers)          | Immeuble patrimonial cité | 2009 |       |

## Papineau
| Bien patrimonial                                                                | Illustration               | Municipalité          | Adresse                                   | Coordonnées                         | No     | Constr.              | Catégorie                   | Rec. | Notes |
| ------------------------------------------------------------------------------- | -------------------------- | --------------------- | ----------------------------------------- | ----------------------------------- | ------ | -------------------- | --------------------------- | ---- | ----- |
| Église de Saint-Félix-de-Valois                                                 | Chénéville                 | Chénéville            | 85, rue Principale                        | 45° 53′ 01″ nord, 75° 03′ 22″ ouest | 158876 | 1916                 | Immeuble patrimonial cité   | 2015 |       |
| Église de Notre-Dame-du-Mont-Carmel                                             | Duhamel                    | Duhamel               | 1900, rue Principale                      | 46° 01′ 27″ nord, 75° 04′ 49″ ouest | 158878 | 1933                 | Immeuble patrimonial cité   | 2017 |       |
| Lodge de la Singer                                                              | Image manquante Téléverser | Duhamel               | 1216, rue Principale                      | 46° 00′ 17″ nord, 75° 05′ 25″ ouest | 233021 | 1941-1942            | Immeuble patrimonial cité   | 2021 |       |
| Croix de chemin de la Rue-Principale                                            | Fassett                    | Fassett               | rue Principale                            | 45° 38′ 32″ nord, 74° 49′ 40″ ouest | 166839 | 2009                 | Immeuble patrimonial cité   | 2014 |       |
| Église de Saint-Fidèle                                                          | Fassett                    | Fassett               | rue Principale                            | 45° 38′ 38″ nord, 74° 52′ 07″ ouest | 158881 | 1919                 | Immeuble patrimonial cité   | 2014 |       |
| Site patrimonial du Cimetière-de-Saint-Fidèle                                   | Fassett                    | Fassett               | rue Principale                            | à géolocaliser                      | 202306 |                      | Site patrimonial cité       | 2014 |       |
| Domaine des Pères de Sainte-Croix                                               | Lac-Simon                  | Lac-Simon             | 1565, chemin des Pères                    | 45° 56′ 11″ nord, 75° 03′ 45″ ouest | 193137 | 1933                 | Site patrimonial cité       | 2013 |       |
| Église anglicane Saint-Thomas de Silver Creek                                   | Lochaber-Partie-Ouest      | Lochaber-Partie-Ouest | 1007, 5e Rang Ouest                       | 45° 37′ 04″ nord, 75° 21′ 00″ ouest | 158909 | 1877                 | Immeuble patrimonial cité   | 2022 |       |
| Centre de villégiature du Château Montebello                                    | Montebello                 | Montebello            | 275, chemin du Chalet 392, rue Notre-Dame | 45° 38′ 52″ nord, 74° 57′ 08″ ouest | 208176 |                      | Site patrimonial cité       | 2017 |       |
| Chapelle funéraire Louis-Joseph-Papineau                                        | Montebello                 | Montebello            | rue Notre-Dame                            | 45° 38′ 53″ nord, 74° 56′ 39″ ouest | 92799  | 1855                 | Immeuble patrimonial classé | 1975 | [ 7 ] |
| Cimetière de Notre-Dame-de-Bonsecours                                           | Montebello                 | Montebello            | 545, rue Notre-Dame                       | 45° 39′ 01″ nord, 74° 56′ 55″ ouest | 111289 |                      | Site patrimonial cité       | 2007 |       |
| Ensemble architectural de l'église et du presbytère de Notre-Dame-de-Bonsecours | Montebello                 | Montebello            | rue Notre-Dame                            | 45° 39′ 02″ nord, 74° 56′ 23″ ouest | 112709 |                      | Immeuble patrimonial cité   | 2007 |       |
| Grange Pesant                                                                   | Montebello                 | Montebello            | 743, rue Notre-Dame                       | 45° 39′ 02″ nord, 74° 55′ 46″ ouest | 166633 | 1907                 | Immeuble patrimonial cité   | 2016 |       |
| Maison Bourassa                                                                 | Montebello                 | Montebello            | 758, rue Notre-Dame                       | 45° 38′ 58″ nord, 74° 55′ 41″ ouest | 206924 | 1884                 | Immeuble patrimonial cité   | 2017 |       |
| Maison Charlebois                                                               | Montebello                 | Montebello            | 626, rue Notre-Dame                       | 45° 39′ 01″ nord, 74° 56′ 09″ ouest | 166614 | 1840                 | Immeuble patrimonial cité   | 2010 |       |
| Maison du jardinier du manoir Louis-Joseph-Papineau                             | Montebello                 | Montebello            | 480, rue Notre-Dame                       | 45° 39′ 00″ nord, 74° 56′ 40″ ouest | 166638 | 1855                 | Immeuble patrimonial cité   | 2014 | [ 7 ] |
| Manoir Louis-Joseph-Papineau                                                    | Montebello                 | Montebello            | rue Notre-Dame                            | 45° 38′ 46″ nord, 74° 56′ 44″ ouest | 92798  | 1850                 | Immeuble patrimonial classé | 1975 | [ 7 ] |
| Site patrimonial du Domaine-Louis-Joseph-Papineau                               | Montebello                 | Montebello            | 500, rue Notre-Dame                       | 45° 38′ 52″ nord, 74° 56′ 39″ ouest | 166638 |                      | Site patrimonial classé     | 2024 |       |
| Ancien presbytère de Notre-Dame-de-la-Consolation                               | Montpellier                | Montpellier           | 19, rue Principale                        | 45° 51′ 21″ nord, 75° 09′ 44″ ouest | 125406 | 1908                 | Immeuble patrimonial cité   | 2008 |       |
| Ancien couvent de Papineauville                                                 | Papineauville              | Papineauville         | 188, rue Jeanne-d'Arc                     | 45° 37′ 09″ nord, 75° 01′ 06″ ouest | 166429 | 1908                 | Immeuble patrimonial cité   | 2010 |       |
| Ancien presbytère de Sainte-Angélique                                           | Papineauville              | Papineauville         | 294, rue Papineau                         | 45° 37′ 04″ nord, 75° 01′ 08″ ouest | 93131  | 1882                 | Immeuble patrimonial cité   | 1989 |       |
| Ancienne église Saint-John                                                      | Papineauville              | Papineauville         | chemin de la Rouge                        | 45° 41′ 44″ nord, 74° 58′ 53″ ouest | 93071  | 1874                 | Immeuble patrimonial cité   | 1992 |       |
| Cimetière catholique romain de la paroisse Sainte-Angélique de Papineauville    | Papineauville              | Papineauville         | rue Tétreau                               | 45° 37′ 19″ nord, 75° 00′ 53″ ouest | 204386 |                      | Site patrimonial cité       | 2016 |       |
| Croix de chemin de la Côte-Saint-Charles                                        | Papineauville              | Papineauville         | côte Saint-Charles                        | 45° 37′ 02″ nord, 75° 03′ 34″ ouest | 93073  |                      | Immeuble patrimonial cité   | 1992 |       |
| Croix de chemin de la Rouge                                                     | Papineauville              | Papineauville         | chemin de la Rouge                        | 45° 40′ 28″ nord, 75° 00′ 04″ ouest | 93072  |                      | Immeuble patrimonial cité   | 1992 |       |
| Église de Sainte-Angélique                                                      | Papineauville              | Papineauville         | 292, rue Papineau                         | 45° 37′ 04″ nord, 75° 01′ 07″ ouest | 93130  | 1903                 | Immeuble patrimonial cité   | 1989 |       |
| Monument funéraire de l'honorable Denis-Benjamin Papineau                       | Papineauville              | Papineauville         | rue Tétreau                               | à géolocaliser                      | 204387 | 1854                 | Immeuble patrimonial cité   | 2016 | [ 8 ] |
| Parc du Moulin-Seigneurial-Papineau                                             | Image manquante Téléverser | Papineauville         | rue Duquette                              | 45° 37′ 04″ nord, 75° 00′ 53″ ouest | 235068 |                      | Site patrimonial cité       | 2022 |       |
| Plaque souvenir d'Henri Bourassa                                                | Papineauville              | Papineauville         | 266, rue Viger                            | 45° 37′ 11″ nord, 75° 01′ 06″ ouest | 166584 | 1953                 | Immeuble patrimonial cité   | 2010 |       |
| Site patrimonial du Cimetière-Protestant-de-Papineauville                       | Papineauville              | Papineauville         | route 148                                 | 45° 37′ 17″ nord, 74° 59′ 54″ ouest | 93535  |                      | Site patrimonial cité       | 1992 |       |
| Site patrimonial du Parc-Henri-Bourassa                                         | Papineauville              | Papineauville         | rue Papineau                              | 45° 37′ 01″ nord, 75° 01′ 07″ ouest | 178533 |                      | Site patrimonial cité       | 2010 |       |
| Cimetière de Plaisance                                                          | Plaisance                  | Plaisance             | 290, rue Principale                       | 45° 36′ 22″ nord, 75° 06′ 37″ ouest | 195559 |                      | Site patrimonial cité       | 2013 |       |
| Croix de chemin de la Côte-des-Cascades                                         | Plaisance                  | Plaisance             | chemin des Cascades                       | 45° 38′ 59″ nord, 75° 06′ 41″ ouest | 195565 |                      | Immeuble patrimonial cité   | 2013 |       |
| Croix de chemin de la côte Saint-François                                       | Plaisance                  | Plaisance             | montée Saint-François rue Principale      | 45° 36′ 31″ nord, 75° 05′ 52″ ouest | 167072 |                      | Immeuble patrimonial cité   | 2013 |       |
| Croix de chemin de la Montée-Chartrand                                          | Plaisance                  | Plaisance             | montée Chartrand                          | 45° 35′ 58″ nord, 75° 01′ 45″ ouest | 93074  |                      | Immeuble patrimonial cité   | 1992 |       |
| Église du Cœur-Très-Pur-de-Marie                                                | Plaisance                  | Plaisance             | rue Principale                            | 45° 36′ 25″ nord, 75° 06′ 42″ ouest | 158953 | 1901                 | Immeuble patrimonial cité   | 2013 |       |
| Le Presbytère-du-Cœur-Très-Pur-de-Marie                                         | Plaisance                  | Plaisance             | 281, rue Principale                       | 45° 36′ 25″ nord, 75° 06′ 43″ ouest | 158958 | 1901                 | Immeuble patrimonial cité   | 2013 |       |
| Cimetière des Sœurs de la Providence                                            | Saint-André-Avellin        | Saint-André-Avellin   | rue Villeneuve                            | 45° 43′ 13″ nord, 75° 03′ 34″ ouest | 207157 | 1916                 | Site patrimonial cité       | 2017 |       |
| Croix de chemin de la rue Saint-André                                           | Saint-André-Avellin        | Saint-André-Avellin   | rue Saint-Andre                           | 45° 43′ 20″ nord, 75° 03′ 39″ ouest | 207156 | 1920 et 1915 (entre) | Immeuble patrimonial cité   | 2017 |       |
| Croix de chemin du rang Saint-Louis                                             | Saint-André-Avellin        | Saint-André-Avellin   | 373, rang Saint-Louis                     | 45° 41′ 57″ nord, 75° 05′ 39″ ouest | 207155 | 1900 et 1950 (entre) | Immeuble patrimonial cité   | 2017 |       |
| Croix de chemin du rang Sainte-Julie Ouest                                      | Saint-André-Avellin        | Saint-André-Avellin   | rang Sainte-Julie Ouest                   | 45° 44′ 22″ nord, 75° 04′ 31″ ouest | 207154 | 1900 et 1950 (entre) | Immeuble patrimonial cité   | 2017 |       |
| Ensemble institutionnel des Sœurs de la Providence                              | Saint-André-Avellin        | Saint-André-Avellin   | 14, rue Saint-André                       | 45° 43′ 21″ nord, 75° 03′ 30″ ouest | 213864 | 1890                 | Site patrimonial cité       | 2017 |       |
| Hôtel Petite-Nation                                                             | Saint-André-Avellin        | Saint-André-Avellin   | 35, rue Principale                        | 45° 43′ 13″ nord, 75° 03′ 25″ ouest | 161272 | 1900 (avant)         | Site patrimonial cité       | 2009 |       |
| Sanctuaire du Mont-Saint-Joseph                                                 | Saint-André-Avellin        | Saint-André-Avellin   | rue de la Grotte                          | 45° 43′ 13″ nord, 75° 03′ 42″ ouest | 213877 |                      | Site patrimonial cité       | 2017 |       |
| Site patrimonial de la Place-de-l'Église-de-Saint-André-Avellin                 | Saint-André-Avellin        | Saint-André-Avellin   | rue Saint-André                           | 45° 43′ 20″ nord, 75° 03′ 27″ ouest | 215665 |                      | Site patrimonial cité       | 2015 |       |

## Pontiac
| Bien patrimonial                      | Illustration               | Municipalité            | Adresse                   | Coordonnées                         | No     | Constr.     | Catégorie                   | Rec. | Notes |
| ------------------------------------- | -------------------------- | ----------------------- | ------------------------- | ----------------------------------- | ------ | ----------- | --------------------------- | ---- | ----- |
| Église Sainte-Anne                    | Image manquante Téléverser | L'Île-du-Grand-Calumet  | 182, chemin des Outaouais | 45° 43′ 04″ nord, 76° 36′ 37″ ouest | 159264 | 1869 à 1871 | Immeuble patrimonial cité   | 2024 |       |
| Maison George-Bryson                  | Mansfield-et-Pontefract    | Mansfield-et-Pontefract | 314, rue Principale       | 45° 51′ 50″ nord, 76° 44′ 27″ ouest | 92790  | 1854        | Immeuble patrimonial classé | 1980 |       |
| Pont Félix-Gabriel-Marchand           | Mansfield-et-Pontefract    | Mansfield-et-Pontefract | rue Principale            | 45° 51′ 41″ nord, 76° 44′ 27″ ouest | 92789  | 1898        | Immeuble patrimonial classé | 1988 |       |
| Dépôt Gilmour                         | Image manquante Téléverser | Otter Lake              | 475, route 301            | 45° 51′ 34″ nord, 76° 25′ 30″ ouest | 173680 | 1860 (vers) | Immeuble patrimonial cité   | 2010 |       |
| Poste de traite du Lac-aux-Allumettes | Sheenboro                  | Sheenboro               | chemin Perrault           | 45° 57′ 07″ nord, 77° 16′ 15″ ouest | 93502  |             | Site patrimonial classé     | 1981 |       |